# Černí Maďaři
Černí Maďaři (maďarsky Fekete Magyarok, latinsky Ungri Nigri) byla polonezávislá skupina Maďarů v době, kdy Maďaři osídlili Panonskou nížinu na konci 9. století. Označení souvisí s tradičním kočovnickým označováním světových stran barvou (černá barva označuje sever). Jsou zmiňováni pouze v několika dobových pramenech. Účastnili se vojenského tažení na Kyjev a po osídlení Panonské nížiny Maďary odolávali pokřesťanštění. Okolo roku 1008 jejich území („Černé Maďarsko“ v okolí Pětikostelí) dobyl uherský král Štěpán I. a zřídil na něm diecézi.